# The D.A. (serie televisiva 1971)
The D.A. è una serie televisiva statunitense in 15 episodi trasmessi per la prima volta nel corso di una sola stagione dal 1971 al 1972.
È una serie del genere giudiziario a sfondo investigativo incentrata sui casi affrontati da un vice procuratore distrettuale di Los Angeles (il "D.A." del titolo sta per "District Attorney", ossia "procuratore distrettuale"). I 15 episodi regolari erano stati preceduti da due film per la televisione della durata di circa due ore: D.A.: Murder One (trasmesso l'8 dicembre 1969) e D.A.: Conspiracy to Kill (trasmesso l'11 gennaio 1971).

## Trama
Il vice procuratore distrettuale Paul Ryan è un tenace avvocato di Los Angeles assistito dall'investigatore Bob Ramirez. Ryan persegue tutti i tipi di casi sotto l'occhio vigile del suo direttore, il capo procuratore distrettuale HM "Staff" Stafford. Il suo avversario è di solito il pubblico difensore Katherine Benson.

## Personaggi e interpreti
- Deputy D.A. Paul Ryan, interpretato da Robert Conrad.
- Giudice Simmons, interpretato da Victor Izay.
- H.M. 'Staff' Stafford, interpretato da Harry Morgan.
- Giudice, interpretato da Robert Forward.

## Produzione
La serie fu prodotta da Mark VII Ltd. e Universal TV e girata negli Universal Studios a Universal City in California. Le musiche furono composte da Frank Comstock.

### Registi
Tra i registi sono accreditati:
- Alan Crosland Jr.
- Dennis Donnelly
- Harry Harris
- Paul Krasny
- Harry Morgan
- Hollingsworth Morse
- Ozzie Nelson
- Alex Nicol
- Boris Sagal
- Jack Webb

### Sceneggiatori
Tra gli sceneggiatori sono accreditati:
- Stephen J. Cannell
- Robert A. Cinader
- Robert C. Dennis
- Sidney Morse

## Distribuzione
La serie fu trasmessa negli Stati Uniti dal 17 settembre 1971 al 7 gennaio 1972 sulla rete televisiva NBC.

## Episodi
| Stagione       | Episodi | Prima TV USA |
| -------------- | ------- | ------------ |
| Prima stagione | 15      | 1971-1972    |